# Anjan Sundaram
Anjan Sundaram est journaliste et auteur de deux livres, Kinshasa jusqu'au cou et de Bad News - Derniers journalistes sous une dictature.

## Vie personnelle
Sundaram est né à Ranchi en Inde, et a grandi entre l'Inde et à Dubaï. Il a ensuite étudié à Rishi Valley School en Inde. Après son inscription dans le programme de ingénierie à l'Institut indien de technologie de Madras, il a déménagé aux États-Unis et est diplômé de l'université Yale en 2005. Sundaram a obtenu une maîtrise en mathématiques spécialisé en algèbre abstraite à Yale. Il avait comme professeur le mathématicien Serge Lang qui a eu une grande influence sur lui.

## Journalisme
Anjan Sundaram est reporter en Afrique centrale depuis 2005. Il publie tout d'abord dans l'agence Associated Press, puis pour des magazines tels que Foreign Policy et de Granta,,. Il évoque en particulier sur les conflits au Congo et la République centrafricaine, et le Rwanda.
Son premier livre Kinshasa jusqu'au cou lui a valu des comparaisons avec le journaliste Ryszard Kapuściński, auteur de plusieurs ouvrages sur le Congo et l'écrivain V. S. Naipaul, auteur de A Congo Diary. Traduit et publié en français par Marchialy en 2017, l'ouvrage a connu un large succès étant présenté sur The Daily Show de Jon Stewart. Pour Le Monde diplomatique, l'écriture de Anjan Sudaram est « Une plume aussi épique qu’informative » et le magazine Jeune Afrique poursuit en parlant d'un « carnet de voyage, dense, d’un brillant apprenti journaliste découvrant Kinshasa à la veille des premières élections démocratiques, en 2006 »,. L'atelier des médias sur RFI y consacre une émission en 2017. Bad News - Derniers journalistes sous une dictature a été publié en mai 2018 a été acclamé par la critique internationale comme The Guardian qui le décrit comme une « lecture obligatoire...un superbe exposé de la dictature »,. En 2015, son reportage sur la République centrafricaine a remporté le Frontline Club Award. Il a reçu un Reuters Prize du journalisme en 2006 pour un reportage au Congo sur le peuple pygmée. Il est lauréat du Prix Victoire Ingabire Umuhoza pour la Démocratie et la Paix en 2017 à la suite du livre qu'il consacre à son expérience au Rwanda Bad News - Derniers journalistes sous une dictature.